# بطولة العالم لسباق الدراجات على الطريق 1926
بطولة العالم لسباق الدراجات على الطريق 1926 هي الدورة ال6 من بطولة العالم لسباق الدراجات على الطريق، أجريت في ميلانو، إيطاليا.